# La Pièce maudite
Pour plus de détails, voir Fiche technique et Distribution.
La Pièce maudite (The Brasher Doubloon) est un film américain réalisé par John Brahm, sorti en 1947.

## Synopsis
Le détective privé Philip Marlowe est engagé par une riche veuve, Elizabeth Murdock, pour trouver une pièce de collection connue du nom de Brasher Doubloon.
Marlow se retrouve au milieu d'une affaire bien plus compliquée,  avec chantage et meurtre, qui l'oblige à côtoyer un nombre d'étranges individus. Ceci inclus Merle Davis, la secrétaire plutôt dérangée de Mme Murdock, le rôle de cette dernière étant beaucoup plus sinistre qu'il parait.

## Fiche technique
- Titre : La Pièce maudite
- Titre original : The Brasher Doubloon
- Réalisateur : John Brahm
- Scénario : Dorothy Bennett, Leonard Praskins d'après le roman La Grande Fenêtre (The High Window (en)) de Raymond Chandler
- Musique : David Buttolph
- Producteur : Robert Bassler
- Société de production : 20th Century Fox
- Durée : 72 minutes
- Film en noir et blanc
- Genre : Film policier
- Dates de sortie 
  - États-Unis : 6 février 1947
  - Suède 15 septembre 1947
  - Portugal 16 décembre 1947

## Distribution
- George Montgomery : Philip Marlowe
- Nancy Guild : Merle Davis
- Conrad Janis : Leslie Murdock
- Roy Roberts : Lieutenant de police Breeze
- Fritz Kortner : Rudolph Vannier
- Florence Bates : Mrs. Elizabeth Murdock
- Marvin Miller : Vince Blair
- Houseley Stevenson : Elisha Morningstar
- Edward Gargan (non crédité) : un camionneur